# 虞棘
虞棘（1916年—1984年），男，山东掖县人，中国剧作家，中国戏剧家协会理事，曾任中国人民解放军总政治部创作室主任、文艺处长、副部长。